# Universidade de El Salvador
A Universidade de El Salvador é o maior e mais antigo centro de estudos superiores de El Salvador. É a única universidade pública do país. Fundada por iniciativa do presidente Juan Nepomuceno Fernández Lindo em 16 de fevereiro de 1841, a Universidade conta hoje com 33 000 alunos em 12 faculdades.